# Rue de l'Abbé-Henri-Breuil
La rue de l'Abbé-Henri-Breuil (en occitan : carrièra de l'Abat Henri Breuil) est une voie de Toulouse, chef-lieu de la région Occitanie, dans le Midi de la France.

## Situation et accès

### Description
La rue de l'Abbé-Henri-Breuil est une voie publique. Elle se trouve dans le quartier de la Terrasse.
La chaussée compte une voie de circulation automobile dans chaque sens. Elle appartient à une zone 30 et la vitesse y est limitée à 30 km/h. Il n'existe pas d'aménagement cyclable.

### Voies rencontrées
La rue de l'Abbé-Henri-Breuil rencontre les voies suivantes, dans l'ordre des numéros croissants (« g » indique que la rue se situe à gauche, « d » à droite) :
1. Rue de la Meuse (g)
2. Chemin Mal-Clabel (d)
3. Rue de la Somme (g)
4. Rue de Superbagnères (d)
5. Impasse d'Altamira (g)
6. Impasse de Lascaux (g)
7. Impasse de Niaux (g)
8. Rue Raymond-Corraze

### Transports
La rue de l'Abbé-Henri-Breuil est parcourue sur toute sa longueur par les lignes de Linéo L8 et de bus 51. À l'est, la rue Raymond-Corraze est desservie par la ligne de bus 23, tandis que, au sud, l'avenue Jean-Rieux est parcourue par la ligne du Linéo L9. Enfin, en 2028, la place de l'Ormeau abritera la station du même nom, sur la ligne de métro .
Les stations de vélos en libre-service VélôToulouse les plus proches sont les stations no 207 (face 25 rue de l'Aude) et no 211 (9 rue Georges-Le Dormeur).

## Odonymie
La rue est nommée en hommage à l'abbé Henri Breuil (1877-1961). Élève au séminaire Saint-Sulpice, puis ordonné prêtre, il se consacra essentiellement à l'étude de la préhistoire. Il se lia aux préhistoriens toulousains Émile Cartailhac et Henri Begouën. Il se consacra à la classification des industries paléolithiques qui permit de déboucher sur l'établissement d'une chronologie de la préhistoire. Il s'intéressa également à l'étude de l'art pariétal préhistorique et fit partie des premiers à décrire les peintures des grottes de Lascaux et d'Altamira – trois impasses voisines, ouvertes en 1973, à la même époque que la rue de l'Abbé-Henri-Breuil, portent d'ailleurs les noms d'Altamira, Lascaux et Niaux.

## Histoire
La rue de l'Abbé-Henri-Breuil est ouverte en 1972, dans le cadre de la réalisation de la zone d'aménagement concerté (ZAC) de la Terrasse.